# Лесково (Мъгленско)
 Тази статия е за селото в Гърция.  За селото в Северна Македония вижте Лесково (община Демир Хисар).  
Леско̀во (изписване до 1945 година: Лѣсково; на гръцки: Τρία Έλατα, Трия Елата, до 1925 година Λέσκοβο, Лесково или Λέσκοβον) е бивше село в Егейска Македония, на територията на област Централна Македония, дем Мъглен, Гърция.

## География
Развалините на селото са разположени високо на 950 m в планината Паяк в долината на река Бистрица, на около 10 km североизточно от Къпиняни.

## История

### В Османската империя
Първото споменаване на Лесково е в османски документ от 1491 година. Румънският автор Теодор Капидан смята, че по произход жителите на селото са власи, напълно българизирани.
В османски данъчни регистри на немюсюлманското население от казата Йенидже Вардар от 1632-1633 година е отбелязано село Лескова със 108 джизие ханета (домакинства).
В края на XIX век Лесково е голямо българско село в Гевгелийска каза на Османската империя. Традиционен занят на местните жители е производството на дървени въглища. Въглищари от Лесково доставят продукцията си на атонските манастири.
От 1875 до 1893 година местният свещеник Гьошо Колев съставя гръцко-български речник, писан с гръцки букви. През 1897 година лесковчани изгонват воденския гръцкия владика Николай от местната църква, а на следващата 1898 година, водени от първенците на селото Георги Ташев и свещеник Стойчо Янчев, откриват българско училище.
В селото в 1895 – 1896 година е основан комитет на ВМОРО с ръководител Яне Кулов. Между 1896 и 1900 година селото преминава под върховенството на Българската екзархия. През октомври 1897 година революционерът Аргир Манасиев, учител в Смоквица, заедно с Пере Тошев заздравява комитета.
Според статистиката на Васил Кънчов („Македония. Етнография и статистика“) в 1900 година в Лесково живеят 650 българи християни.
Според екзархийските статистики в селото има 540 българи. По-голямата част от жителите на селото са под върховенството на Българската екзархия. По данни на секретаря на екзархията Димитър Мишев („La Macédoine et sa Population Chrétienne“) в 1905 година в Лясково (Liaskovo) има 640 българи екзархисти и 80 българи патриаршисти гъркомани.
Екзархийската статистика за Воденската каза от 1912 година показва селото с 540 жители българи християни.
При избухването на Балканската война в 1912 година 2 души от Лесково са доброволци в Македоно-одринското опълчение.

### В Гърция
През войната селото е окупирано от гръцки части и остава в Гърция след Междусъюзническата война. Преброяванията от 1913 и 1920 година показват съответно 492 и 523 души. Боривое Милоевич пише в 1921 година („Южна Македония“), че Лесково има 150 къщи славяни християни.
В 1924 година, при обмяната на население между България и Гърция, по-голямата част от лесковчани се изселват в България, като са заселени предимно в напуснатите от гърците кариоти селища - 35 семейства в Ямбол, 25 в Кавакли, 15 в Голям Манастир, 8 в София, 4 в Петрич и 3 в Малък Манастир. Според други данни преселниците от Лесково в Голям Манастир са 36 семейства. На тяхно място са заселени 117 гърци бежанци от Понт. В 1925 година Лесково е преименувано на Трия Елата. Преброяването от 1928 година показва 45 „българофони“ и 117 бежанци, общо 162 души. В 1940 населението на Лесково е 146 души, от които половината местни и половината бежанци.
Селото пострадва значително през Втората световна война, когато по-голямата част от населението се изселва в Нъте. На 6 май 1944 година германските войски разрушават напълно селото и то не е възстановено. В 1956 година землището му е присъединено към това на съседното село Ошин (Архангелос).
По време на Гражданската война в Гърция, през зимата на 1947 година населението на Лесково е насилствено изселено от властите във Фущани и Кожушани. След нормализирането на обстановката, селото не е възобновено, а жителите му се заселват в Нъте.
В селото отчасти са запазени единствено камбанарията и сградата на църквата „Свети Мина“.
| Година    | 1913 | 1920 | 1928 | 1940 | 1951 | 1961 | 1971 | 1981 | 1991 | 2001 | 2011 | 2021 |
| --------- | ---- | ---- | ---- | ---- | ---- | ---- | ---- | ---- | ---- | ---- | ---- | ---- |
| Население | 592  | 523  | 162  | 146  |      |      |      |      |      |      |      |      |

## Личности
Родени в Лесково
- Божин Димитров, български революционер, деец на ВМОРО[20]
- Вънде Челепиев, гръцки андартски капитан
- Въндо Гьошев (Васил Танов, Въндо войвода, Стари Въндо) (1858 – 1917), български революционер
- Георги Въндев (1890 – 1942), български революционер
- Гончо Миндин (? – 1905), български революционер, деец на ВМОРО, убит на 1 март 1905 година при Смол[21]
- Ганчо Минов, български революционер от ВМОРО, четник на Апостол Петков[22]
- Гошко Стоянов Гошев (? – 1905), български революционер, деец на ВМОРО, убит на 1 март 1905 година при Лесково[21]
- Гьошо Колев, български духовник, възрожденски деец
- Димитър Николов Димитров (16 май 1916 - ?), завършил в 1941 година естествена история в Софийския университет[23]
- Димитър Стоянов Гошев (? – 1905), български революционер, деец на ВМОРО, убит на 21 март 1905 година при Смол[21]
- Димитър Кубивълков, български революционер, деец на ВМОРО[21]
- Кирил Младенов, български етнограф
- Кръстю Димчев, български революционер, деец на ВМОРО[9]
- Мария Въндева, българска просветна деятелка
- Мичко Кръстев, български революционер от ВМОРО, четник на Добри Даскалов[24]
- Мичо Кънев, български революционер, деец на ВМОРО[21]
- Мичо Танев, български революционер от ВМОРО, четник на Апостол Петков[22]
- поп Стойче Янчев, български революционер, деец на ВМОРО[20]
- Тано Гошев, български революционер, деец на ВМОРО[20]
- Танчо Василев Лудев, български революционер, деец на ВМОРО[20]
- Яне Кулов, български революционер, ръководител на лесковския комитет на ВМОРО[9]

Починали в Лесково
- Гого Киров (? - 1905), български революционер от Мутулово
- Гошко Стоянов Гошев (? – 1905), български революционер от Лесково, деец на ВМОРО, убит на 1 март 1905 година при Лесково[21]
- Димо Руси (? – 1905), български революционер от Люмница, деец на ВМОРО, убит на 21 март 1905 година при Лесково[25]
- Иванчо Карасулията (1875 – 1905), български революционер, войвода
- Зафо Йосифов Зафиров (? – 1905), четник от Мачуково[26]
- Мицо Вардаровски (? – 1905), четник от Ругуновец[27]
- Мицо Христов Орджанов (? – 1905), български революционер, четник от Ругуновец[27]
- Стойко Иванов Юруков (? – 1905), български революционер от Тушин, деец на ВМОРО, убит при Лесково на 21 март 1905 година[28]
- Стойко Христов (? – 1905), български революционер, четник от Ругуновец[27]
- Танчо Джамбазов (? – 1905), български революционер от Люмница, деец на ВМОРО, убит на 21 март 1905 година при Лесково[25]
- Ташо Христов Гольов (? – 1905), български революционер, четник от Ореховица[21]
- Христо Пампор (? – 1905), български революционер от Ошин, деец на ВМОРО, убит на 21 март 1905 година при Лесково[25]

Свързани с Лесково
- Младен п. Костов (Попкостов), български учител в Лесково[29]